# Adoretus umbrosus
Adoretus umbrosus är en skalbaggsart som beskrevs av Fabricius 1792. Adoretus umbrosus ingår i släktet Adoretus och familjen Rutelidae. Inga underarter finns listade i Catalogue of Life.